# Sherrie Levine

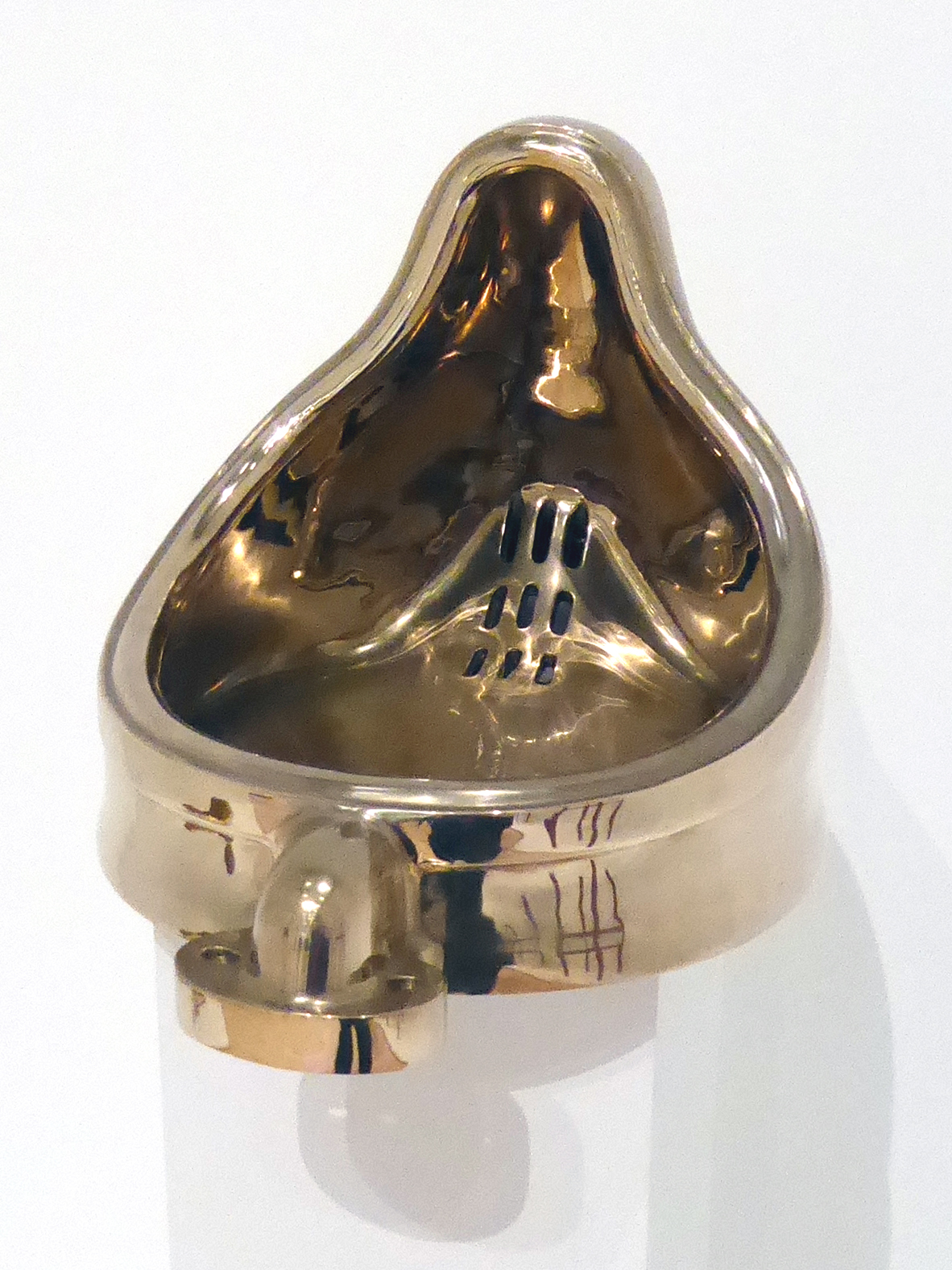
Este es un homenaje al renombrado readymade de Duchamp. Añadiendo al audaz movimiento de Duchamp, Levine vuelve a convertir su gesto en un "objeto de arte" elevando su materialidad y acabado. Como artista feminista, Levine afirma que rehace obras específicamente de artistas masculinos, a quienes afirma que se apropiaron del dominio patriarcal en la historia del arte.

Sherrie Levine (nacida en 1947) es una pintora, fotógrafa y artista conceptual americana. Algunos de sus trabajos consisten en reproducciones fotográficas exactas del trabajo de otros fotógrafos como Walker Evans, Eliot Porter y Edward Weston.

## Primeros años y educación
Sherrie Levine nació en Hazleton, Pensilvania, en 1947. El Medio Oeste, sin embargo, formó su identidad, ya que pasó la mayor parte de su infancia y adolescencia en los suburbios de St. Louis, Missouri. Levine recordaba a su madre, que disfrutaba de la pintura, despertando su interés por el arte a los ocho años, cuando llevaba a Levine al Museo de Arte de St. La madre de Levine también la llevaba a ver películas de arte de forma regular, lo que más tarde influyó en su trabajo. Después de graduarse de la escuela secundaria en 1965, pasó ocho años en Wisconsin y obtuvo su licenciatura en la Universidad de Wisconsin en Madison en 1969. En 1973, obtuvo su M.F.A. en la misma institución. Después de trabajar en trabajos ocasionales en el arte comercial y la enseñanza, Levine se trasladó a la ciudad de Nueva York en 1975 para continuar su carrera artística.

## Obra

### Obra artística
Gran parte de la obra de Levine se apropia explícitamente de las obras de arte modernista reconocibles de artistas como Walker Evans, Edgar Degas, Marcel Duchamp y Constantin Brancusi. El apropiacionismo, que es como se conoce a esta práctica artística, ganó notoriedad a finales de los años 70, aunque se puede rastrear a las primeras obras modernistas, específicamente a las que utilizan el collage. Otros artistas de la apropiación como Louise Lawler, Vikky Alexander, Barbara Kruger y Mike Bidlo se destacaron en el East Village de Nueva York en la década de 1980. La importancia del apropiacionismo en la cultura contemporánea reside en su capacidad para fusionar imágenes culturales amplias en su conjunto y dirigirlas hacia contextos de interpretación más estrechos.
En 1977, Levine participó en la exposición Pictures at Artists Space en Nueva York, comisariada por Douglas Crimp. Otros artistas en la exposición fueron Robert Longo, Troy Brauntuch, Jack Goldstein y Philip Smith. El término de Crimp, "Pictures Generation", se utilizó más tarde para describir la generación de artistas de finales del decenio de 1970 y principios del de 1980 que se alejaban del minimalismo y se acercaban a la creación de cuadros.
Levine es más conocida por su serie de fotografías, After Walker Evans, que se mostró en su exposición individual de 1981 en la Galería Metro Pictures de Nueva York. Las obras consisten en conocidas fotografías de Walker Evans, refotografiadas por Levine a partir de un catálogo de exposición de Evans y luego presentadas como obra de arte propia de Levine sin manipulación de las imágenes. Las fotografías de Evans - hechas famosas por su proyecto de libro Let Us Now Praise Famous Men, con escritos de James Agee - son ampliamente consideradas como la quintaesencia del registro fotográfico de los pobres rurales americanos durante la Gran Depresión. El Estado de Walker Evans vio la serie como una violación de los derechos de autor, y adquirió las obras de Levine para prohibir su venta. Más tarde, Levine donó toda la serie al estado. Todo ello es ahora propiedad del Museo Metropolitano de Arte de Nueva York. La apropiación por parte de Levine de las imágenes de Evans se ha convertido desde entonces en un sello del movimiento postmoderno. Al refotografiar y re-feminizar esta serie, Levine hace que las imágenes sean más transparentes en su mensaje, en lugar de centrarse en la autoría. Incluirse en esta serie puede ser visto como un gesto de solidaridad del artista con el sujeto.
Levine ha vuelto a fotografiar varias obras de otros artistas, incluyendo Eliot Porter y Edward Weston. Otros ejemplos de las obras de Levine incluyen fotografías de pinturas de Van Gogh de un libro de su obra; acuarelas basadas directamente en la obra de Fernand Léger; piezas de madera contrachapada con sus nudos pintados con colores sólidos brillantes; y su escultura Fountain (Fuente) de 1991, un urinario de bronce modelado a partir de la obra Fountain de Marcel Duchamp de 1917. Este trabajo en particular llama la atención sobre la idea de originalidad y la capacidad de Levine para rehacer obras de arte como si no fueran ellas mismas. En el caso de Fountain, Levine elige a propósito un acabado de bronce pulido para evocar las obras de Brancusi. Al hacerlo, Levine compara las obras de los dos artistas, y plantea la cuestión de la originalidad y la copia.
En 1993, Levine creó copias de vidrio fundido de las esculturas de Constantin Brancusi, que se encuentran en la colección permanente del Museo de Arte de Filadelfia, para una exposición titulada Estudios de Museos. En 2009, el Museo Metropolitano de Arte celebró una exposición titulada La Generación de los Cuadros, que presentaba las obras de Levine. En noviembre de 2011, el Museo Whitney de Arte Americano en Nueva York montó una exposición de estudio de la carrera de Levine titulada Mayhem. Sherrie Levine: Mayhem, montada en el Whitney Museum of Art desde noviembre de 2011 hasta enero de 2012, fue una instalación meticulosamente organizada, que incluía desde las fotografías más conocidas de Levine hasta obras como su más reciente serie Cráneo de Cristal (2010). Durante el invierno de 2016, Levine exhibió nuevas obras de pinturas monocromáticas emparejadas con refrigeradores. En 2016-2017 expuso en el Neues Museum Nürnberg: Después de todo.
En 2010, el artista creó una serie de dieciocho monocromos titulada "Monocromos Grises y Azules" basada en los Equivalentes de Alfred Stieglitz (una serie de fotografías abstractas del cielo).

### Feminismo
El arte de Levine se asocia más a menudo con el feminismo teórico de los años 80. Fue exhibida en la exposición "Diferencia": Sobre la representación y la sexualidad en 1984 junto con artistas como Barbara Kruger, Jeff Wall y Mary Kelly. Esta exposición se centró en las distorsiones de género en lugar de las diferencias, y la construcción de la sexualidad. Tres pinturas de la serie de Levine Después de Ernst Ludwig Kirchner se incluyeron en esta exposición. Sus apropiaciones de obras famosas de artistas masculinos combinadas con su refeminización intencional llama la atención sobre el "problema de la diferencia" en el que se centraba esta exposición.

## Exposiciones
- Sherrie Levine: La Fortune (After Man Ray), Museo de Arte Moderno de San Francisco (1991)[19]
- Sherrie Levine: Recién nacida, Museo de Arte de Filadelfia; Portikus, Frankfurt, Alemania; Marian Goodman Gallery, Nueva York; The Menil Collection, Houston; Museo de Arte Contemporáneo, Los Ángeles (1993-1995)[20]
- Invitadora 5/ Sherrie Levine, Casino de Luxemburgo - Forum d'art contemporain, Luxemburgo (1997)[21]
- Tomando fotos: Sherrie Levine después de Walker Evans, Museo de Arte Harn, Universidad de Florida, Gainesville (1998)[22]
- Nueva Escultura, 1996-1999, con Joost van Oss, Museo de arte moderno y contemporáneo (MAMCO), Ginebra (exposición en dos personas) (1999)[23]
- Abstracción, The Arts Club of Chicago, Chicago (luego viajó al Museo O'Keeffe de Georgia, Santa Fe (2006)[24]
- Pares y posesiones, Museo Haus Lange, Krefeld (2010)[25]
- Mayhem, Museo Whitney de Arte Americano, Nueva York (2011)[26]
- Sherrie Levine, Museo de Arte de Portland, Oregón (2013)[27]
- Después de todo, el Neues Museum, Museo Estatal de Arte y Diseño de Nuremberg, Alemania (2016)[28]

## Colecciones públicas
Las obras de Levine se encuentran en varias instituciones públicas, entre ellas:
- Instituto de Arte de Chicago
- Centro Georges Pompidou, París
- The Broad, Los Angeles
- Museo Hirshhorn y Jardín de Esculturas, Washington
- Instituto de Arte Contemporáneo, Boston
- Museo de Arte del Condado de Los Ángeles
- Museo de Arte Moderno de Luisiana, Humlebæk, Dinamarca
- Museo de Arte Moderno y Contemporáneo (MAMCO), Ginebra
- La Colección Menil, Houston
- El Museo Metropolitano de Arte de Nueva York
- Museo de Arte Contemporáneo de Chicago
- MOMA
- El Museo Nacional de Arte, Osaka
- Museo de Arte de Filadelfia
- Sammlung Goetz, Munich
- Museo de Arte Moderno de San Francisco
- Museo Solomon R. Guggenheim, Nueva York
- Galería Tate, Londres
- El Museo Whitney de Arte Americano
- Centro de Arte Walker